# 運動公園町
運動公園町（うんどうこうえんちょう）は、鹿児島県薩摩川内市の町。旧川内市運動公園町。郵便番号は3030番地は895-0214、その他の区域は895-0077である。全域が薩摩川内市運動公園の区域であるため、人口は0人、世帯数も0世帯である。
運動公園町の全域に広がる薩摩川内市総合運動公園については「#薩摩川内市総合運動公園」を参照。

## 地理
薩摩川内市の西部、川内地域（旧・川内市）の東部に位置しており、川内川と高城川の間に挟まれた台地上にある。字域の東半分は高城町、西半分は中郷町にそれぞれ接している。
全域が薩摩川内市運動公園の区域となっており、南部には中郷上池が所在している。また、字域の中央部には薩摩川内市道瀬ノ岡丸山線が東西に通っており、田海町を通る国道267号などと接続している。

## 歴史
2000年（平成12年）8月1日に川内市高城町及び中郷町の区域より分割され、川内市の町「運動公園町」が設置された。同年8月4日にサンアリーナせんだいの竣工式が行われ、翌月1日に総合運動公園の供用開始された。
2004年（平成16年）10月12日に川内市、東郷町、入来町、祁答院町、樋脇町、下甑村、上甑村、鹿島村、里村が新設合併し薩摩川内市が設置された。この市町村合併に伴い設置された法定合併協議会において川内市の町・字については「現行通りとする。」と協定されたため、名称の変更は行われずに薩摩川内市の大字となった。

### 字域の変遷
| 実施後     | 実施年             | 実施前       |
| ---------- | ------------------ | ------------ |
| 運動公園町 | 2000年（平成12年） | 高城町の一部 |
| 運動公園町 | 2000年（平成12年） | 中郷町の一部 |

## 薩摩川内市総合運動公園
薩摩川内市総合運動公園（さつませんだいしそうごううんどうこうえん）は鹿児島県薩摩川内市運動公園町にある総合運動公園。
施設は薩摩川内市が所有しており、2010年（平成22年）から有料施設に関しては薩摩川内市民まちづくり公社が指定管理者として運営及び管理を行っている。
敷地の南側の地下を九州新幹線の高城トンネルが通過している。

### 歴史
- 2000年（平成12年）8月4日 - サンアリーナせんだいが竣工[7]。
- 2000年（平成12年）9月1日 - 川内市総合運動公園が供用される[7]。
- 2004年（平成16年） - 川内市が新設合併し、薩摩川内市となったのに伴い、薩摩川内市総合運動公園に改称。

### 施設概要
- サンアリーナせんだい（薩摩川内市総合体育館）
総合運動公園の中央部にある総合体育館であり、メインアリーナ、サブアリーナ及び武道場、トレーニングルーム、研修・会議室が設置されており、屋外には弓道場が設置されている[11]。バレーボール日本男子代表、バレーボール日本女子代表の合宿拠点となっている。
- サンドームせんだい（薩摩川内市総合運動公園全天候型運動広場）
2004年（平成16年）に設置された屋内運動場であり、運動広場と呼ばれるアリーナと投球練習場が設置されている[12]。
- 総合運動公園野球場
両翼97.5m、中堅122mのフィールドが設置されており、プロ野球ファームの公式戦も可能としている野球場である。2016年（平成28年）まで千葉ロッテマリーンズ2軍の春季キャンプ地として使用されていた[13]。2013～2015年、2017～2018年と韓国プロ野球・SKワイバーンズの秋季キャンプ地、2023年、SKの後身SSGランダースの秋季キャンプ地として利用された。
- 総合運動公園陸上競技場
陸上競技のトラック及びサッカー、ラグビー場として設置されている[14]。
- テニスコート
砂入りの人工芝コートが11面設置されている[15]。
- 多目的運動広場
野球及びソフトボール、サッカー、ラグビー、ゲートボール、グラウンドゴルフ場として使用できるグラウンドであり、観客用のスタンドも設置されている[16]。
- わんぱく広場
- 自由広場
- 中央広場

## 湖沼

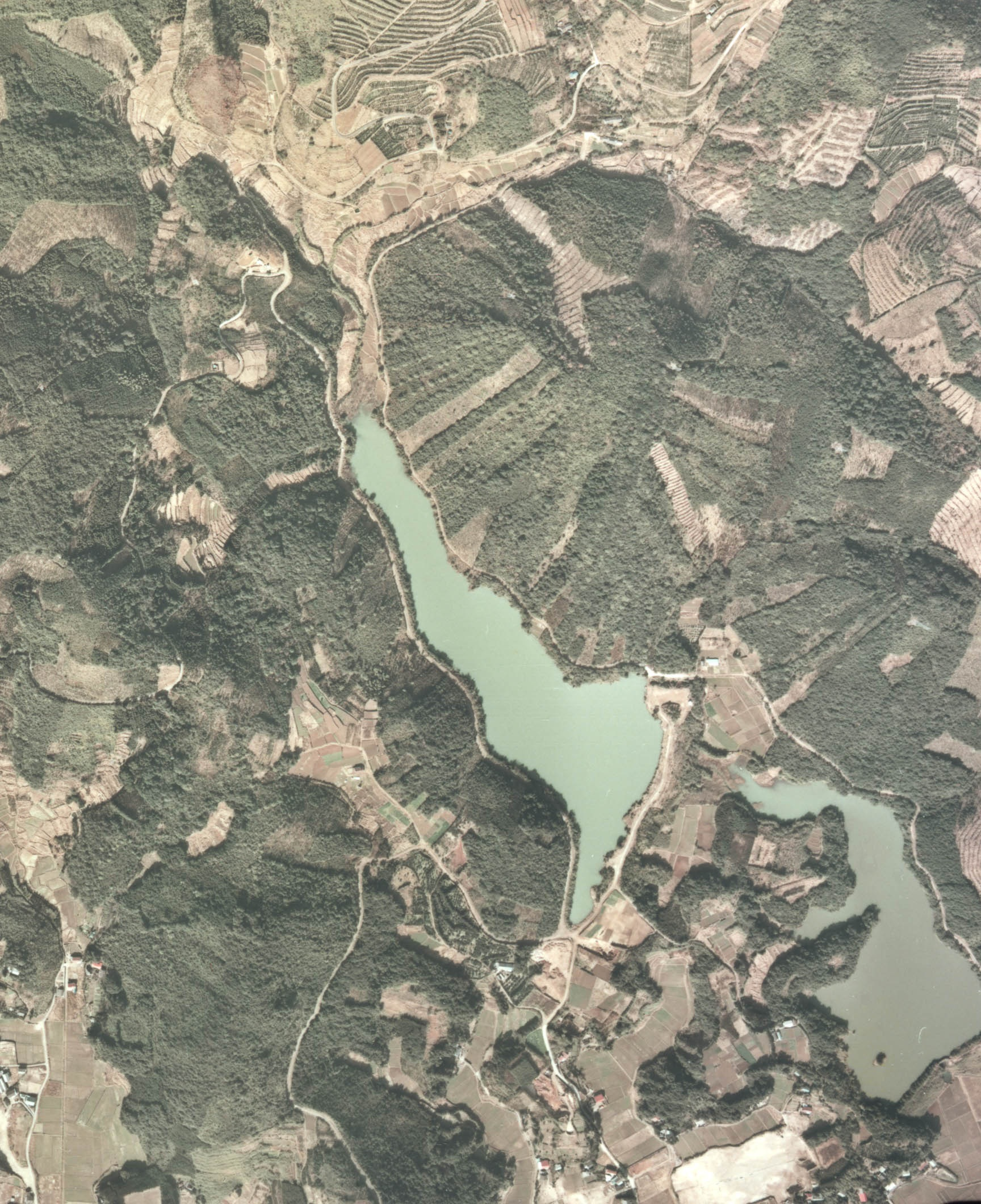
中郷池付近の航空写真。上池は運動公園町、下池は中郷町に属している。

- 中郷上池
灌漑の為に人工的に作られた溜池である。薩摩川内市総合運動公園の一部となっており、遊歩道などが設置されている[17]。

## 小・中学校の学区
運動公園町には住民が居住しておらず、公立の小・中学校に通学する対象の児童・生徒がいないことから学区（校区）は指定されていない。

## 交通

### 道路
市道
- 薩摩川内市道瀬ノ岡丸山線